# Emmanuel Dennis
Emmanuel Bonaventure Dennis (Yola, 15 november 1997) is een Nigeriaans voetballer die bij voorkeur als aanvaller speelt. Hij maakte in augustus 2022 de overstap van Watford naar Nottingham Forest. Hij maakte in 2019 zijn debuut als international van het Nigeriaans voetbalelftal. 

## Clubcarrière

### Zorja Loehansk
Dennis begon met voetballen in de Academy Abuja in Abuja, in zijn thuisland Nigeria. In maart 2016 tekende hij bij het Oekraïense Zorja Loehansk. Op 24 juli 2016 debuteerde hij in de Premjer Liha tegen Olimpik Donetsk. De Nigeriaan maakte meteen zijn eerste competitietreffer. Op 11 december 2016 scoorde hij opnieuw tegen Stal Kamjanske. Hij scoorde zes goals in 22 competitiewedstrijden dat seizoen. 

### Club Brugge
In mei 2017 tekende Dennis een vierjarig contract bij Club Brugge. Hij maakte op 26 juli zijn debuut in de Europa League-kwalificatiewedstrijd tegen Istanbul Başakşehir zijn debuut en scoorde in een 3-3 gelijkspel meteen zijn eerste doelpunt. Ook in de competitie maakte hij een vliegende start, met vier goals na drie speelronden. Hij kwam tot twaalf goals en vijf assists in zijn eerste seizoen, waarin hij kampioen werd van België.  
Op 1 oktober 2019 viel hij op door tweemaal te scoren in een 2-2 gelijkspel tegen Real Madrid in het Estadio Santiago Bernabéu. Club Brugge eindigde derde in de Champions League, waardoor het doorstootte naar de Europa League. Het trof daar Manchester United en in de heenwedstrijd wist Dennis te scoren. De wedstrijd eindigde in 1-1 na een doelpunt van United-aanvaller Anthony Martial. De club verloor de terugmatch op Old Trafford met 5-0. In zijn vierde seizoen was hij geen basisspeler meer bij de club, waar hij in totaal 116 wedstrijden voor speelde (29 goals en dertien assists). 

### 1. FC Köln
In de winter van 2020 werd Dennis voor de rest van het seizoen verhuurd aan Bundesliga-club 1. FC Köln, dat verwikkeld was in een degradatiestrijd. Hij maakte op 31 januari zijn debuut tegen Arminia Bielefeld, dat met 3-1 verslagen werd. Het zou echter één van slechts twee overwinningen zijn dat seizoen voor Köln, dat afzakte van de veertiende naar de zestiende plek. Op 3 februari 2021 scoorde hij in de beker tegen Jahn Regensburg (verloren na strafschoppen), zijn enige treffer voor de Duitse club. In mei verloor Dennis met Köln een tweeluik tegen Holstein Kiel, waardoor het degradeerde naar de 2. Bundesliga.

### Watford
Dennis speelde vanaf het seizoen 2021/22 bij Watford, dat hem voor vier miljoen euro overnam van Club Brugge. Hij debuteerde op 14 augustus tegen Aston Villa met een goal en een assist in een 3-2 overwinning. Dennis was goed voor tien goals en zes assists in 33 competitiewedstrijden, maar degradeerde desondanks voor het tweede achtereenvolgende seizoen. 

### Nottingham Forest
Na een sterk seizoen in de Premier League bij Watford, nam Nottingham Forest hem voor 14,8 miljoen euro over. Bij Nottingham ging het hem beduidend minder goed af. In zijn eerste seizoen kwam hij tot twee goals in negentien wedstrijden, waarna hij in het seizoen 2023/24 tweemaal werd verhuurd. Bij Istanbul Başakşehir, waar hij niet uit de verf kwam, en bij zijn oude club Watford, waar hij vier goals scoorde in zeventien competitiewedstrijden. 

## Spelerstatistieken
| Seizoen | Club                 | Competitie         | Competitie | Competitie | Beker | Beker | Europa | Europa | Totaal | Totaal |
| Seizoen | Club                 | Competitie         | Wed.       | Dlp.       | Wed.  | Dlp.  | Wed.   | Dlp.   | Wed.   | Dlp.   |
| ------- | -------------------- | ------------------ | ---------- | ---------- | ----- | ----- | ------ | ------ | ------ | ------ |
| 2016/17 | Zorja Loehansk       | Premjer Liha       | 22         | 6          | 1     | 0     | 3      | 0      | 26     | 6      |
| 2017/18 | Club Brugge          | Jupiler Pro League | 30         | 7          | 4     | 4     | 4      | 1      | 38     | 12     |
| 2018/19 | Club Brugge          | Jupiler Pro League | 26         | 7          | 1     | 0     | 5      | 0      | 32     | 7      |
| 2019/20 | Club Brugge          | Jupiler Pro League | 20         | 5          | 2     | 0     | 11     | 4      | 32     | 8      |
| 2020/21 | Club Brugge          | Jupiler Pro League | 9          | 0          | 0     | 0     | 4      | 1      | 13     | 1      |
| 2020/21 | → 1. FC Köln         | Bundesliga         | 8          | 0          | 1     | 1     | —      | —      | 9      | 1      |
| 2021/22 | Watford              | Premier League     | 33         | 10         | 2     | 0     | —      | —      | 35     | 10     |
| 2022/23 | Watford              | Championship       | 2          | 0          | 0     | 0     | —      | —      | 2      | 0      |
| 2022/23 | Nottingham Forest    | Premier League     | 19         | 2          | 6     | 0     | —      | —      | 25     | 2      |
| 2023/24 | →Istanbul Başakşehir | Süper Lig          | 8          | 0          | 0     | 0     | —      | —      | 8      | 0      |
| 2023/24 | → Watford            | Championship       | 17         | 4          | 1     | 0     | —      | —      | 18     | 4      |
| 2024/25 | Nottingham Forest    | Premier League     | 0          | 0          | 0     | 0     | —      | —      | 0      | 0      |
| Totaal  | Totaal               | Totaal             | 194        | 41         | 18    | 5     | 28     | 6      | 239    | 51     |

## Erelijst
| Landskampioen België | 3x | 2017/18, 2019/20 2020/21 |
| Belgische Supercup   | 1x | 2018                     |